# Järvikari (ö i Egentliga Finland, Nystadsregionen, lat 61,04, long 21,38)
Järvikari är en ö i Finland. Den ligger i sjön Reilanjärvi och i kommunen Pyhäranta i den ekonomiska regionen Nystadsregionen och landskapet Egentliga Finland, i den sydvästra delen av landet, 210 km väster om huvudstaden Helsingfors. Öns area är 1,8 hektar och dess största längd är 260 meter i sydöst-nordvästlig riktning.